# Seznam pražských biskupů a arcibiskupů

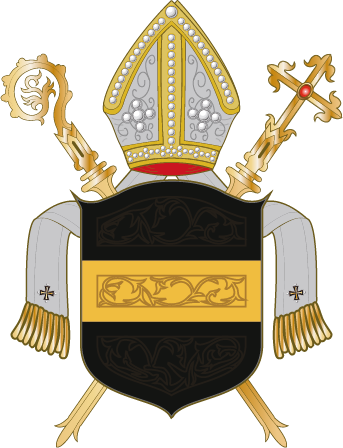
Znak pražského biskupství

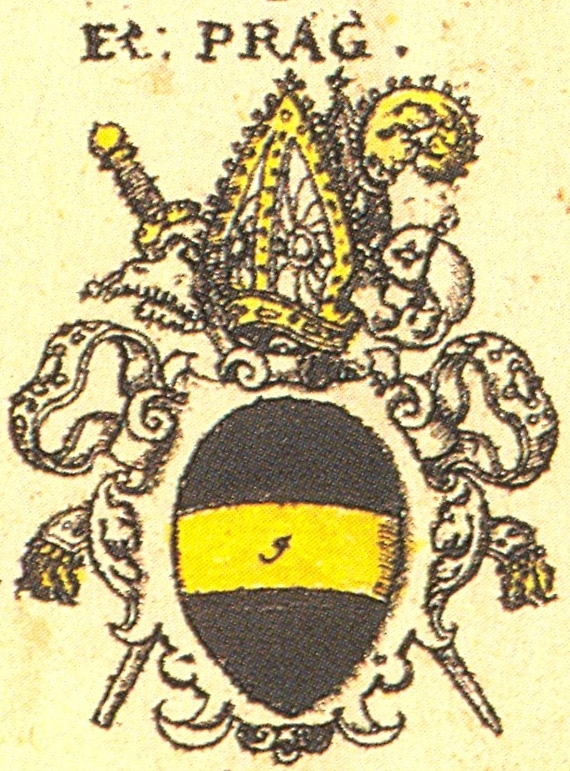
Znak pražského biskupství

Toto je seznam biskupů a arcibiskupů pražské diecéze. Pražské biskupství bylo založeno roku 973 vyjmutím z řezenské diecéze. Prvním biskupem byl v roce 976 zvolen Dětmar.
Na arcibiskupství byla pražská diecéze povýšena v roce 1344 za panování krále Jana Lucemburského a prvním pražským arcibiskupem se stal tehdejší biskup Arnošt z Pardubic.
V roce 1421 nastalo období sedisvakance jako následek husitských nepokojů a trvalo až do roku 1561. Diecéze byla v této době spravována administrátory.
Pražský arcibiskup stojí jakožto metropolita s titulem primas český v čele české církevní provincie.

## Pražští biskupové
1. Dětmar (Thietmar, Dietmar), 976–982, † 2. 1. 982
2. svatý Vojtěch (Adalbert, Slavníkovec), 982–996, † 23. 4. 997
Kristian (Strachkvas), 994 volba, 996 investitura, zemřel před vysvěcením na biskupa.
3. Thiddag (Thegdag, Bohdal, Deodatus), 998–1017, † 10. nebo 11. 6. 1017
4. Ekkard (Ekkehard, Ekhard, Helicardus), 1017–1023, † 8. 8. 1023
5. Hyza (Hyzo, Hizzo, Izzo), 1023–1030, † 30. nebo 31. 1. 1030
6. Šebíř (Severus) 1030–1067, † 9. 12. 1067
7. Jaromír (Gebehard, Gebhart), 1068–1089, † 26. 6. 1090 nebo 1089, Uhersko
8. Kosmas, 1090–1098, † 10. 10. nebo 10. 12. 1098
9. Heřman, 1099–1122, † 17. 9. 1122
10. Menhart (Meinhard), 1122–1134, † 2. 7. nebo 3. 7. 1134 na Moravě
11. Jan I., 1134–1139, † 8. 8. 1139
Sylvestr, 1139–1140, † 10. 2. 1161, odstoupil před biskupským vysvěcením
12. Ota (Otta, Otto), 1140–1148, † 10. 7. 1148
13. Daniel I., 1148–1167, † 9. 8. 1167
Gotpold (Goltpold, Gothart, Hotart), 1168, † 10. 3. 1168 před volbou
14. Bedřich (Friedrich), 1168–1179, † 31. 1. 1179 nebo 31. 7. 1179
15. Vališ (Valentin), 1179–1182, † 6. 2. 1182
16. Jindřich Břetislav 1182–1197 (Přemyslovec), † 15. 6. 1197 Cheb, pohřben v klášteře Doksany
17. Daniel II. (Milík z Talmberka), 1197–1214, † 28. 3. 1214 nebo 4. 4. 1214 Velehrad, kde byl pohřben.
18. Ondřej z Gutenštejna, 1214–1224, † 30. 7. 1224 v Itálii
19. Pelhřim z Vartenberka (Peregrin), 1224–1226, † 1. 2. 1240 nebo 8. nebo 25. 1. 1240
Budilov (Budivoj, Budislav), 1226, † 10. 7. 1226 Řím, vysvěcen v Římě na biskupa, svého úřadu se však fakticky nestihl ujmout, neboť zemřel cestou do Prahy
20. Jan II. z Dražic 1226–1236, † 16. 8. nebo 17. 8. 1236
21. Bernard Kaplíř ze Sulevic (Buchard), 1236–1240, † 12. 9. 1240
22. Mikuláš z Újezda a Riesenburka (Nicolaus), 1240–1258, † 17. 1. nebo 18. 1. 1258
23. Jan III. z Dražic, 1258–1278, † 21. 10. 1278
24. Tobiáš z Bechyně, 1278–1296, † 1. 3. 1296
25. Řehoř Zajíc z Valdeka, 1296–1301, † 6. 9. 1301
26. Jan IV. z Dražic, 1301–1343, † 5. 1. 1343
27. Arnošt z Pardubic, 1343–1344, (od 30. 4. 1344 arcibiskup)

## Pražští arcibiskupové 1344–1421

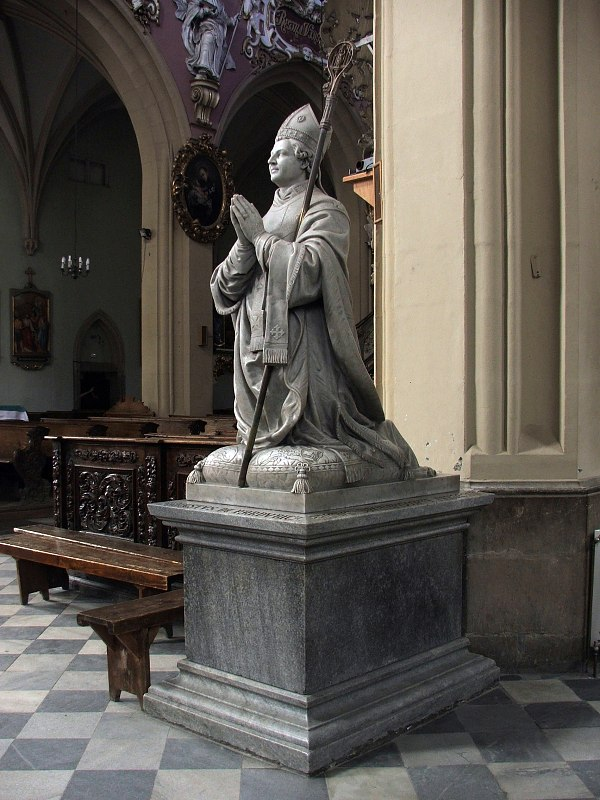
1.Arnošt z Pardubic (1344–1364)
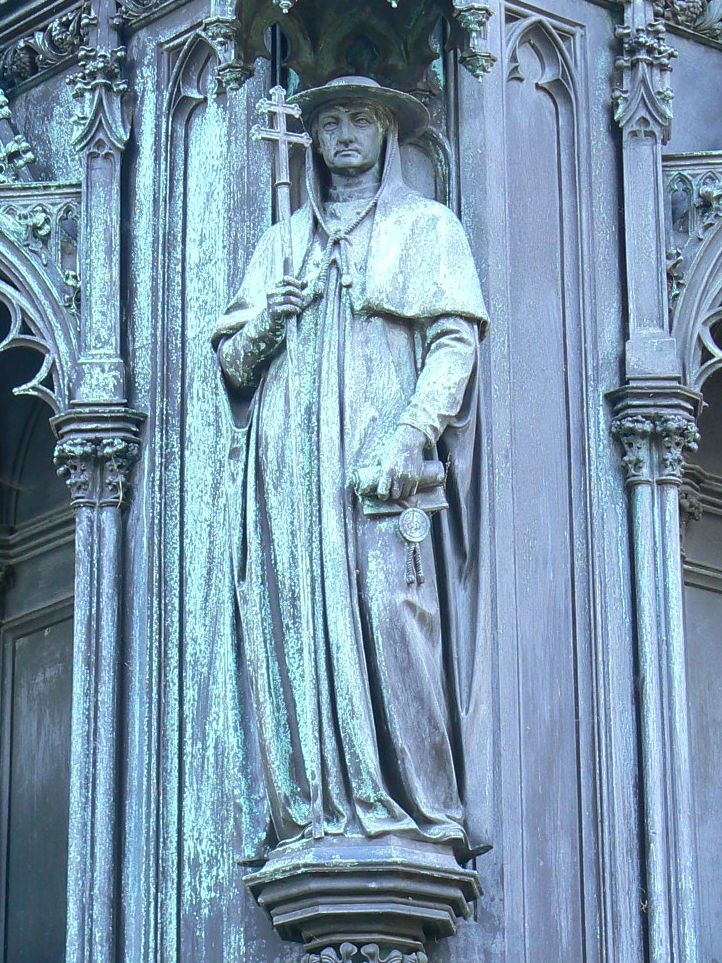
2.Jan kardinál Očko z Vlašimi (1364–1379)
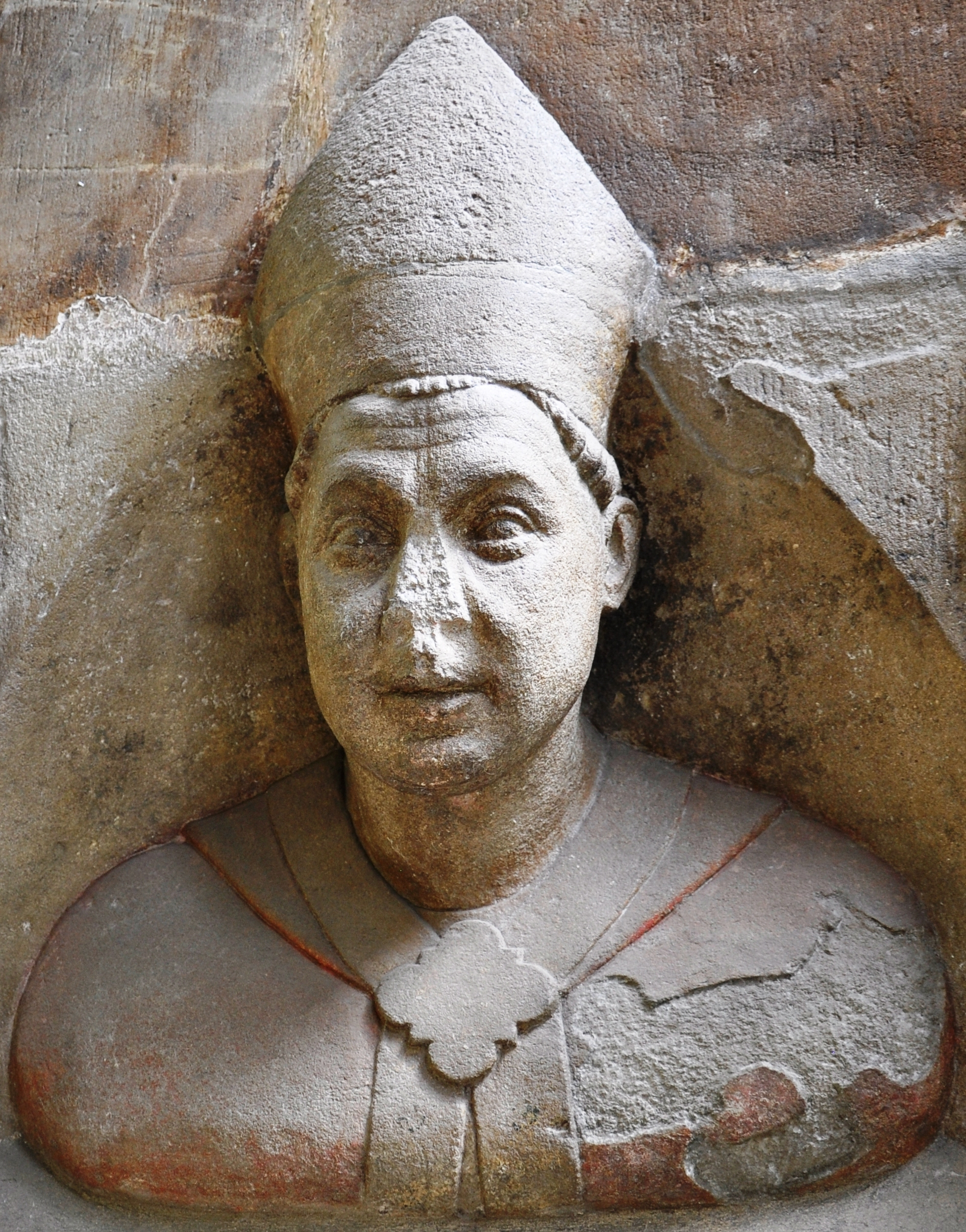
3.Jan z Jenštejna (1379–1396)
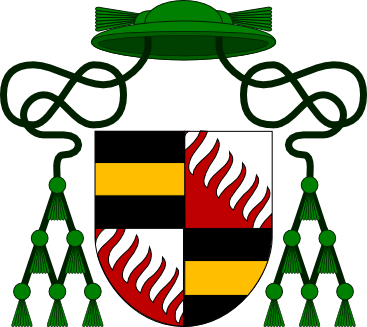
4.Olbram III. ze Škvorce (Volfram III.)  (1396–1402)
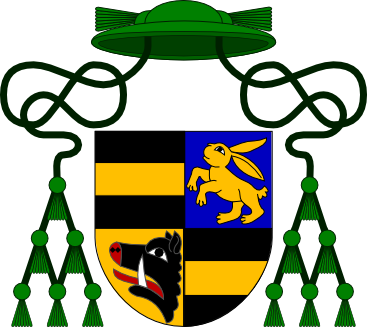
5.Zbyněk Zajíc z Hazmburka (1403–1411)
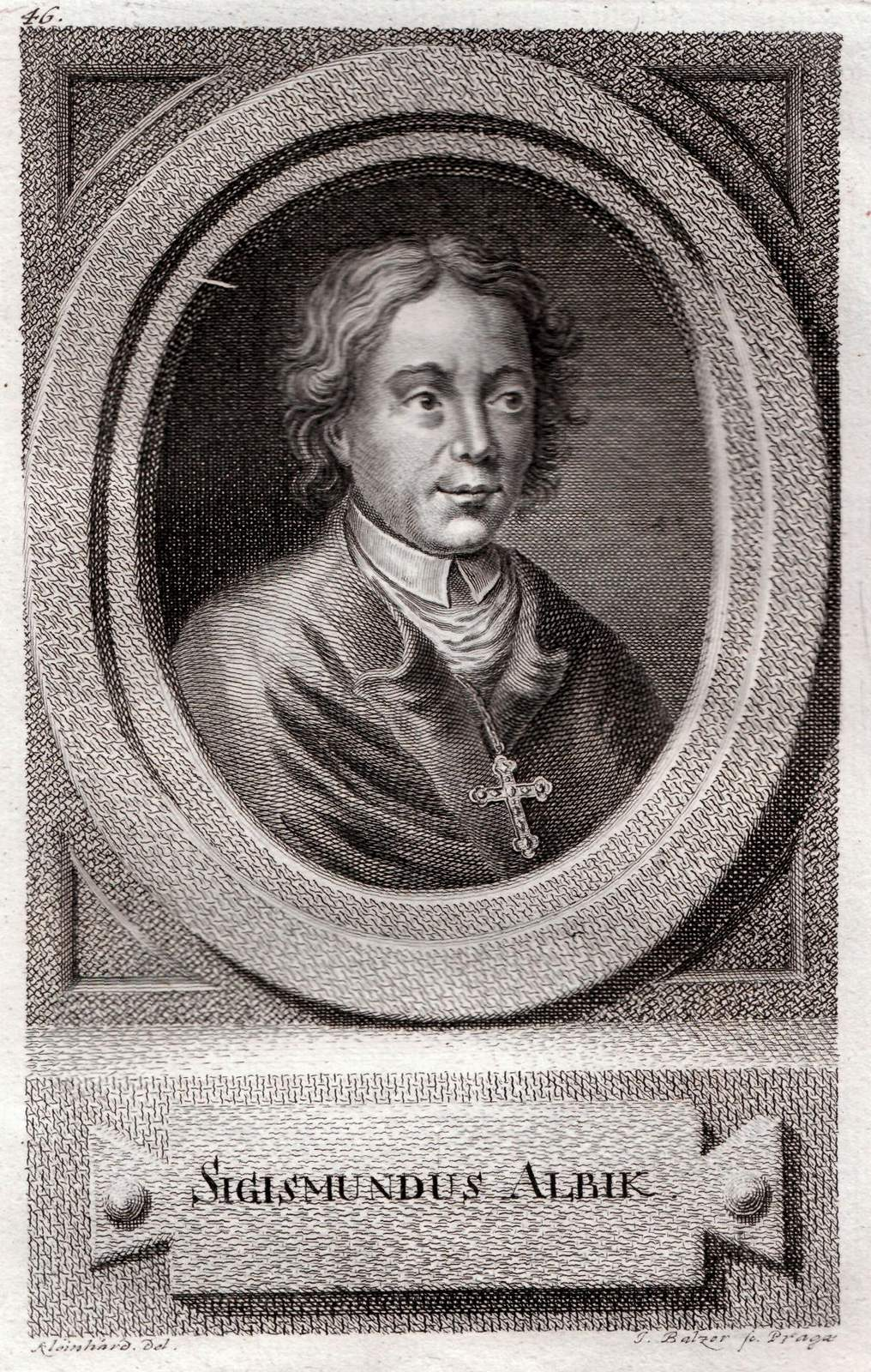
6.Albík z Uničova (1411–1412)
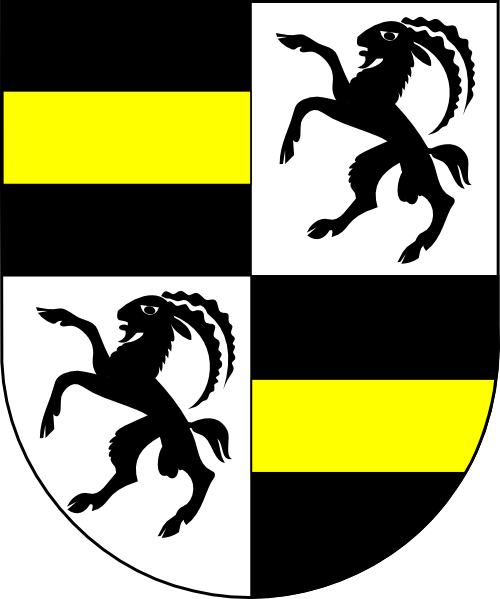
7.Konrád z Vechty (1413–1421)

Poté, co se Konrád z Vechty 21. dubna 1421 veřejně přihlásil ke Čtyřem artikulům pražským, mu vypověděli poslušnost olomoucký biskup Jan XII. Železný i litomyšlský biskup Aleš z Březí, papež na něj uvalil klatbu a zřekla se ho svatovítská kapitula i kněžstvo věrné katolické církvi. V letech 1423–1425 zastupoval stranu podobojí při jednání s katolíky. Papežem byl s konečnou platností zbaven úřadu až 21. prosince 1425.
Dne 21. října 1435 český sněm zvolil za arcibiskupa Jana Rokycanu. Funkci vykonával až do své smrti roku 1471 na sklonku vlády Jiřího z Poděbrad. Papež jej však nikdy neuznal. Volba nikdy nedosáhla kanonické platnosti.

## Administrátoři arcidiecéze vletech sedisvakance 1421–1561 (administrátoři konzistoře podjednou)
- 1421–1430	Jan Železný, biskup olomoucký 1416–1430
- 1430–1434	Konrád Zvolský ze Zvole, biskup olomoucký 1430–1434
- 1435–1436	Jan z Dubé, děkan pražský a Šimon z Nymburka, arcijáhen boleslavský
- 1436–1439	Filibert, biskup z Coutances a apoštolský administrátor pražské arcidiecéze, též koncilní legát v Čechách; spolu s Prokopem z Kladrub, 1437–1439
- 1446–1453 	Prokop z Kladrub, děkan pražský
- 1453–1460	Václav Hněvsín z Krumlova, děkan pražský
- 1453–1458	Mikuláš z Krumlova, arcijáhen bechyňský
- 1461 Mikuláš z Krumlova, arcijáhen bechyňský
- 1461–1462	Hilarius z Litoměřic, děkan pražský
- 1461–1462	Jan z Krumlova, arcijáhen pražský
- 1462 Martin Terra ze Strašecí, arcijáhen pražský a plzeňský
- 1462–1468	Hilarius z Litoměřic, děkan pražský
- 1468–1481	Hanuš II. z Kolovrat
- 1468–1481	Jan z Krumlova, děkan pražský
- 1481–1484	Václav z Plané, arcijáhen pražský
- 1484–1496	Pavel Pouček z Talmberka, probošt zderazský
- 1498–1510	Ambrož Chrt z Plzně, děkan pražský;
- 1498–1502	Blažej Kremer z Plzně, arcijáhen litoměřický
- 1511–1525	Jan Žák, děkan, pak probošt pražský
- 1525–1544 	Arnošt ze Šlejnic, probošt pražský
- 1544–1557 	Valentin Hahn ze Stříbra, scholastik pak děkan pražský
- 1544–1554	Jan Podbradský z Pouchova, arcijáhen plzeňský, pak pražský
- 1555–1561	Jindřich Scribonius (Píšek) z Horšovského Týna, probošt pražský

## Pražští arcibiskupové 1561– současnost
V letech 1561–1694 nesli titul pražského arcibiskupa velmistři řádu křižovníků ze dvorce u kostela sv. Petra na Poříčí, v té době se pro křižovnický dvůr vžil název Biskupský dvůr, který dodnes nese ulice jižně od kostela, obdobně na tuto historii odkazuje i název ulice Biskupská, která vede po západní straně.

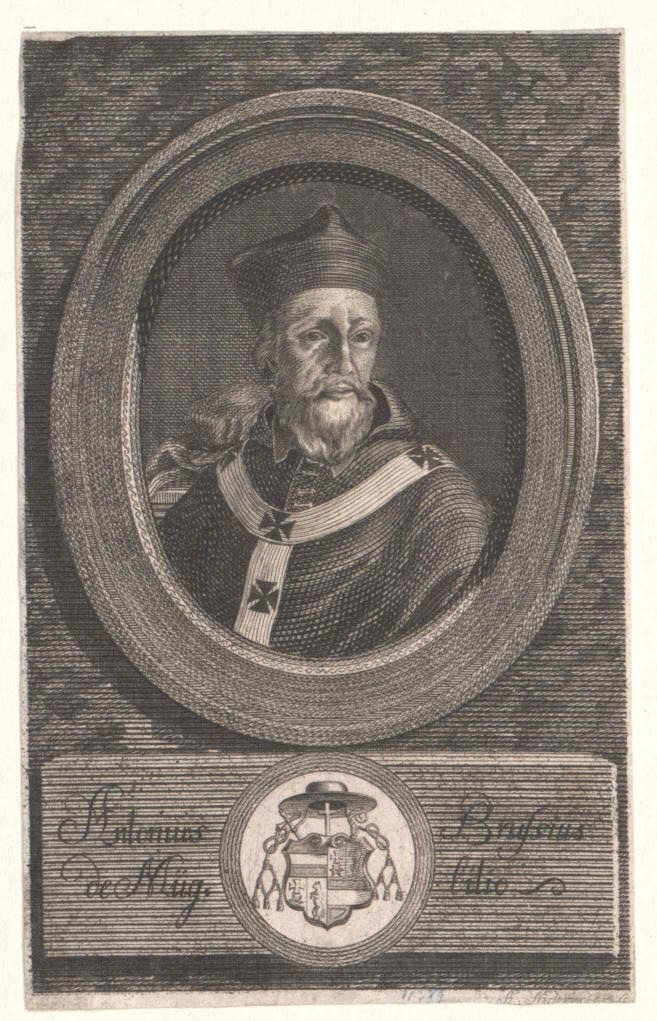
8.Antonín Brus z Mohelnice (1561–1580)
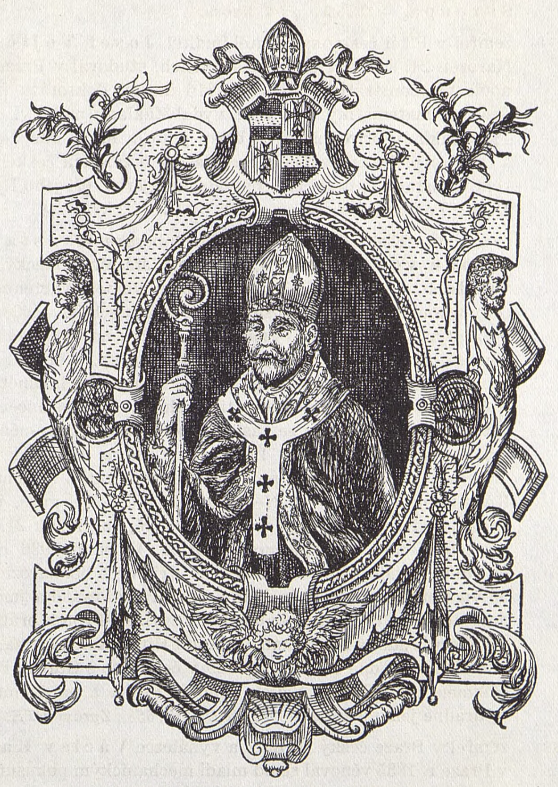
9.Martin Medek z Mohelnice (1581–1590)
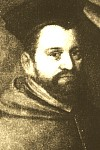
10.Zbyněk Berka z Dubé a Lipé (1592–1606)
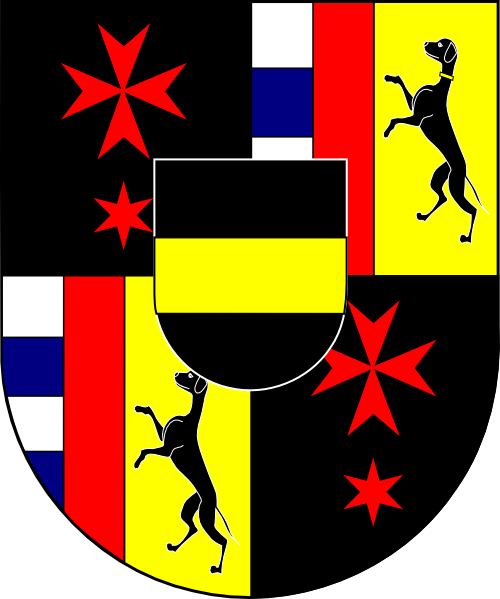
11.Karel z Lamberka (1607–1612)
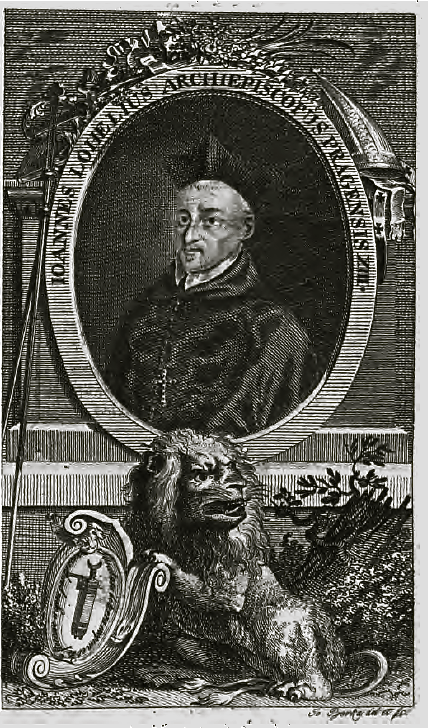
12.Jan Lohelius (1612–1622)
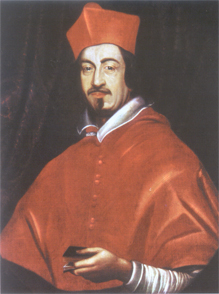
13.Arnošt Vojtěch kardinál z Harrachu (1623–1667)
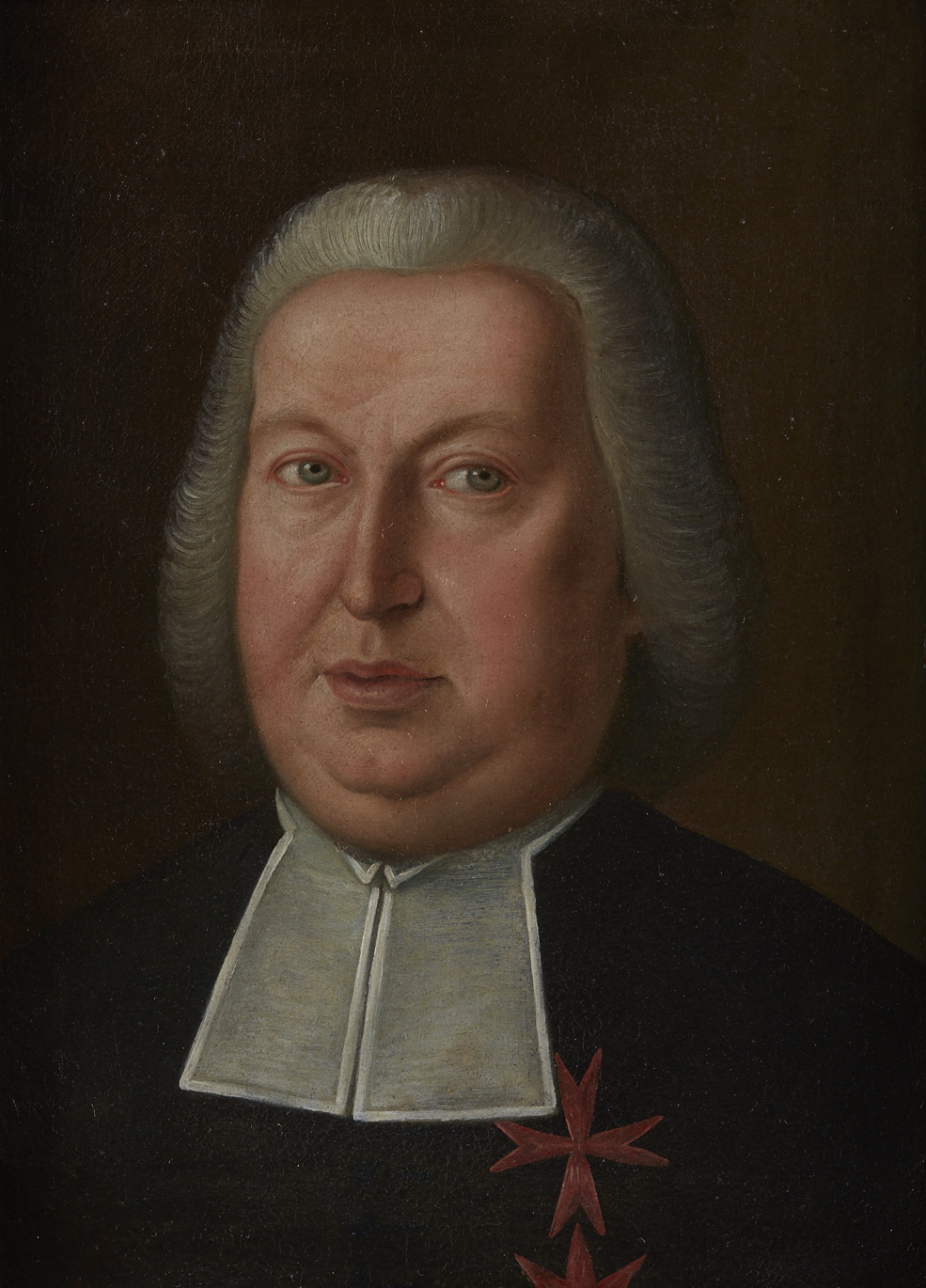
14.Jan Vilém Libštejnský z Kolovrat (1667–1668)
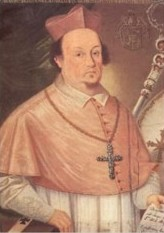
15.Matouš Ferdinand Sobek z Bílenberka (1669–1675)
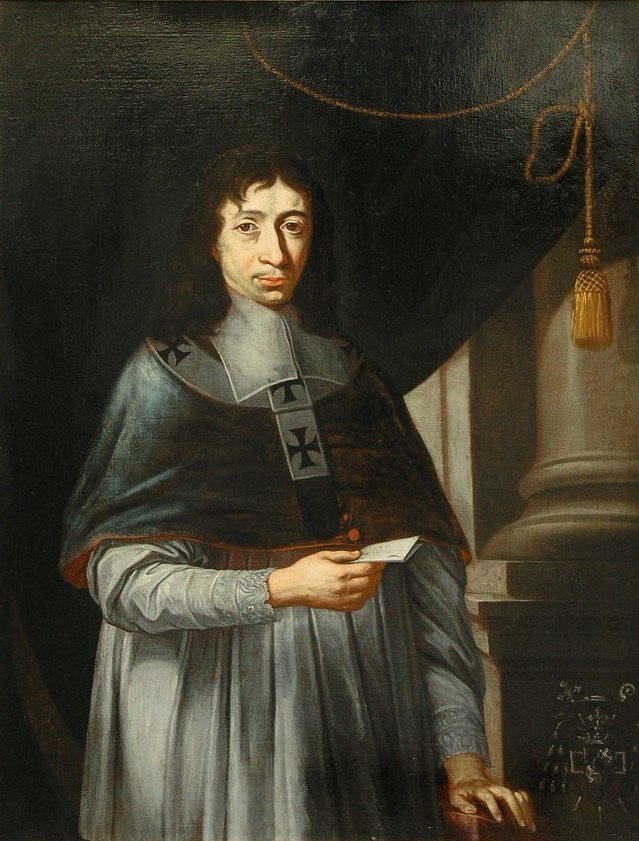
16.Jan Bedřich z Valdštejna (1675–1694)
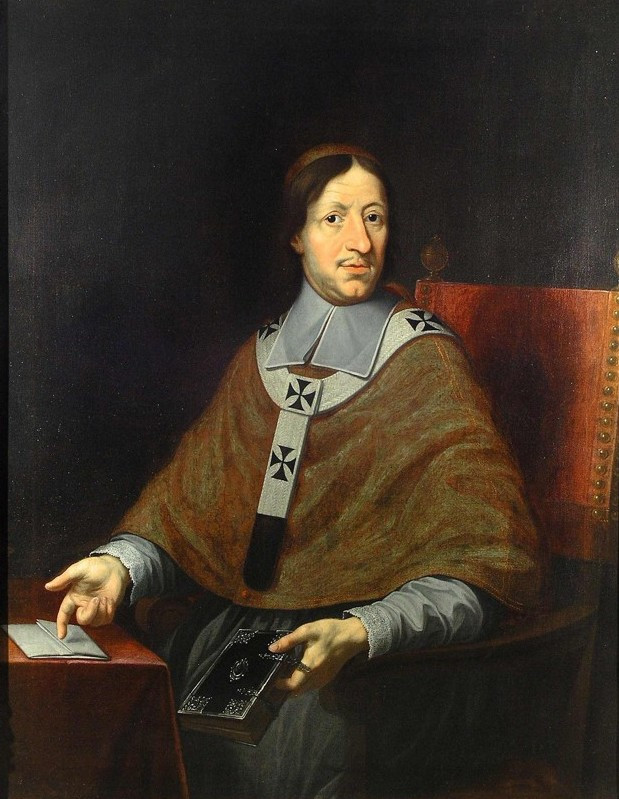
17.Jan Josef Breuner (1695–1710)
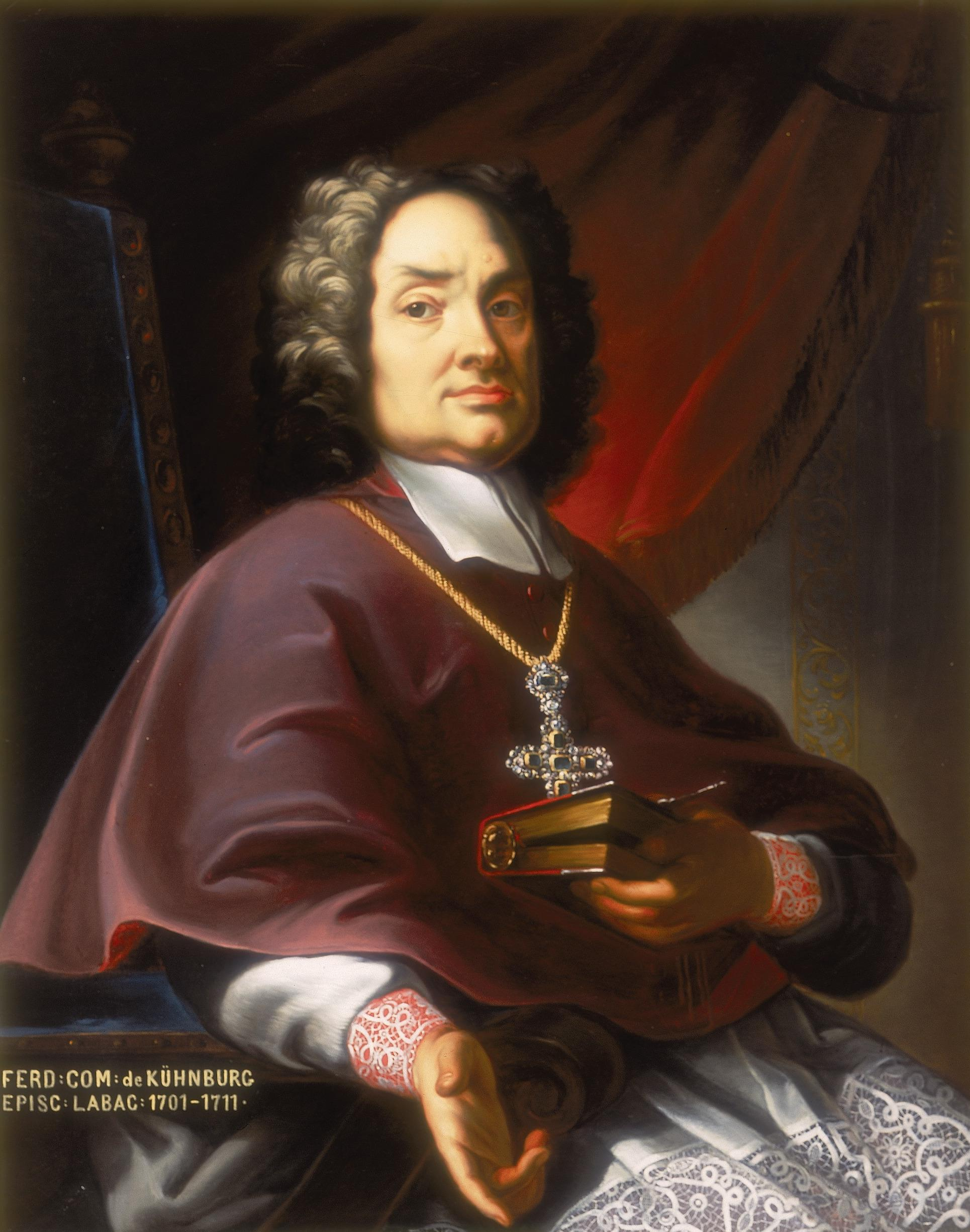
18.František Ferdinand Khünburg (1713–1731)
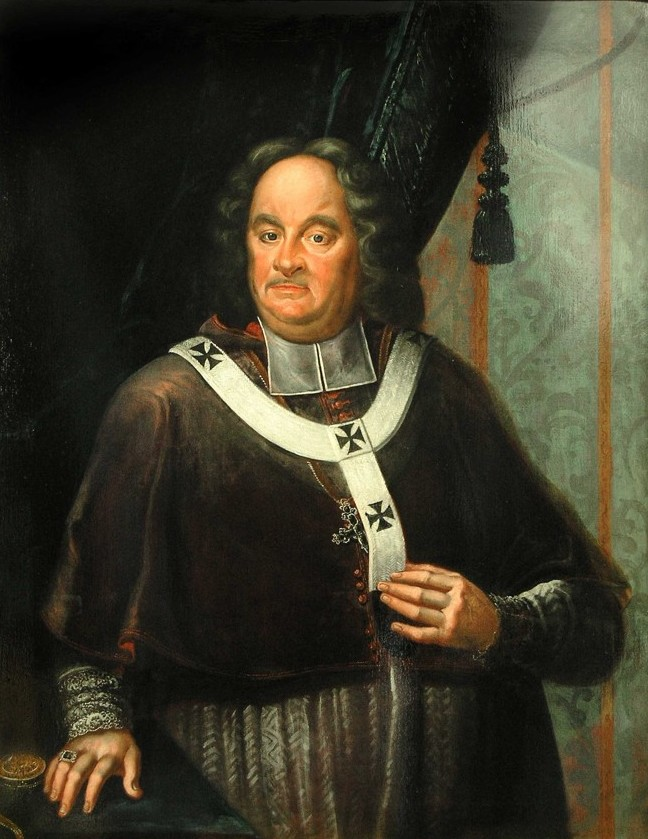
19.Daniel Josef Mayer z Mayernu (1732–1733)
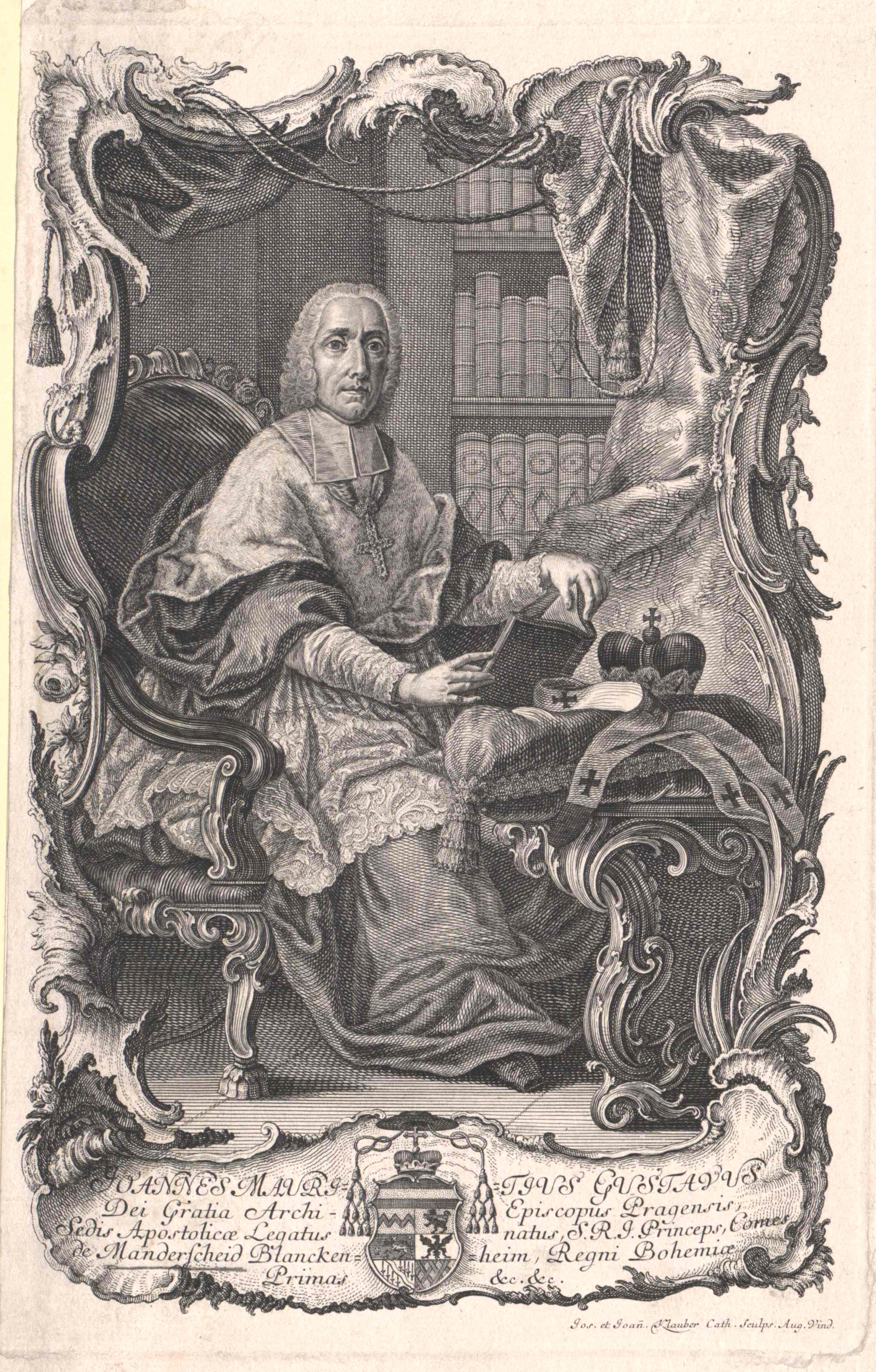
20.Jan Mořic Gustav z Manderscheid-Blankenheimu (1733–1763)
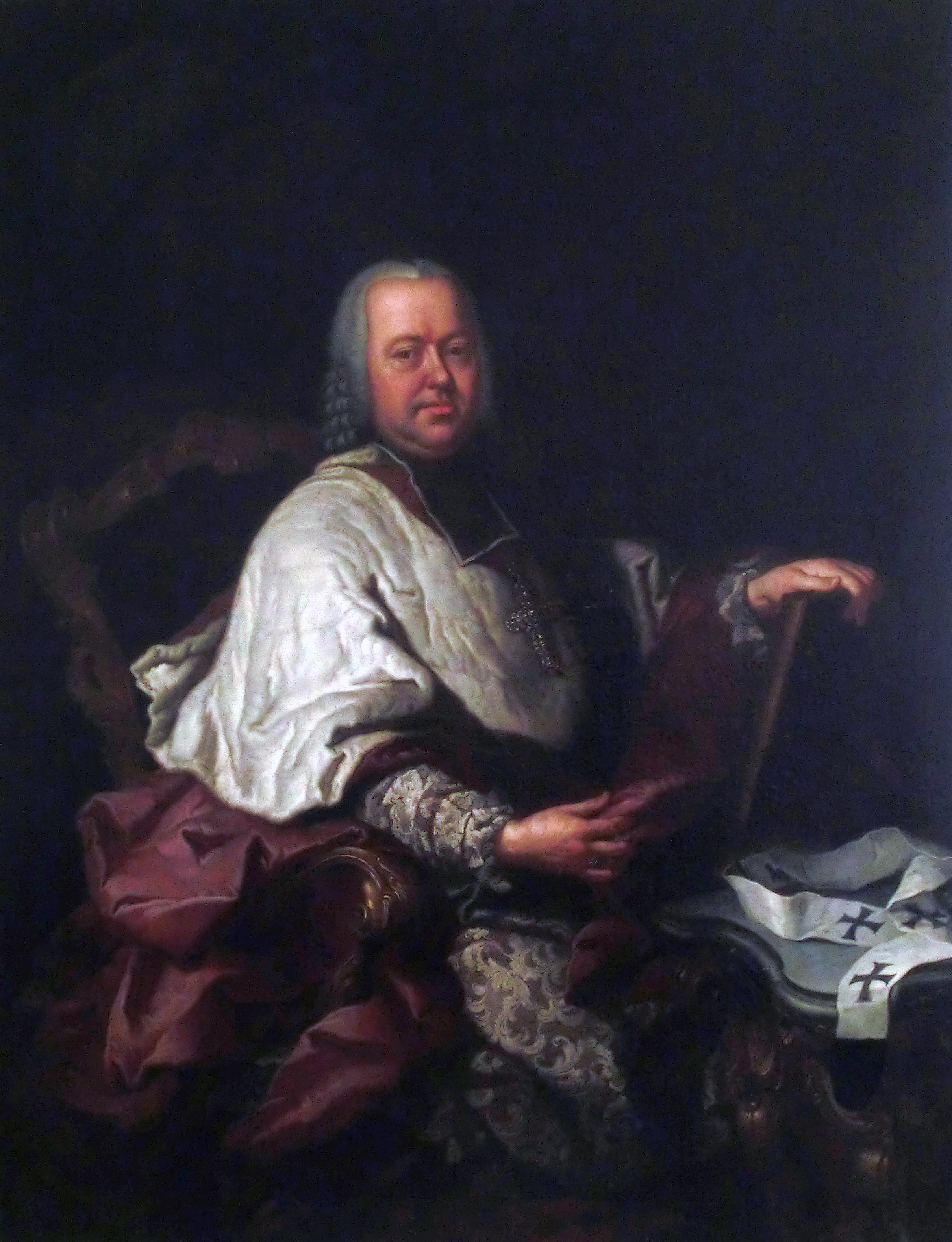
21.Antonín Petr Příchovský z Příchovic (1763–1793)
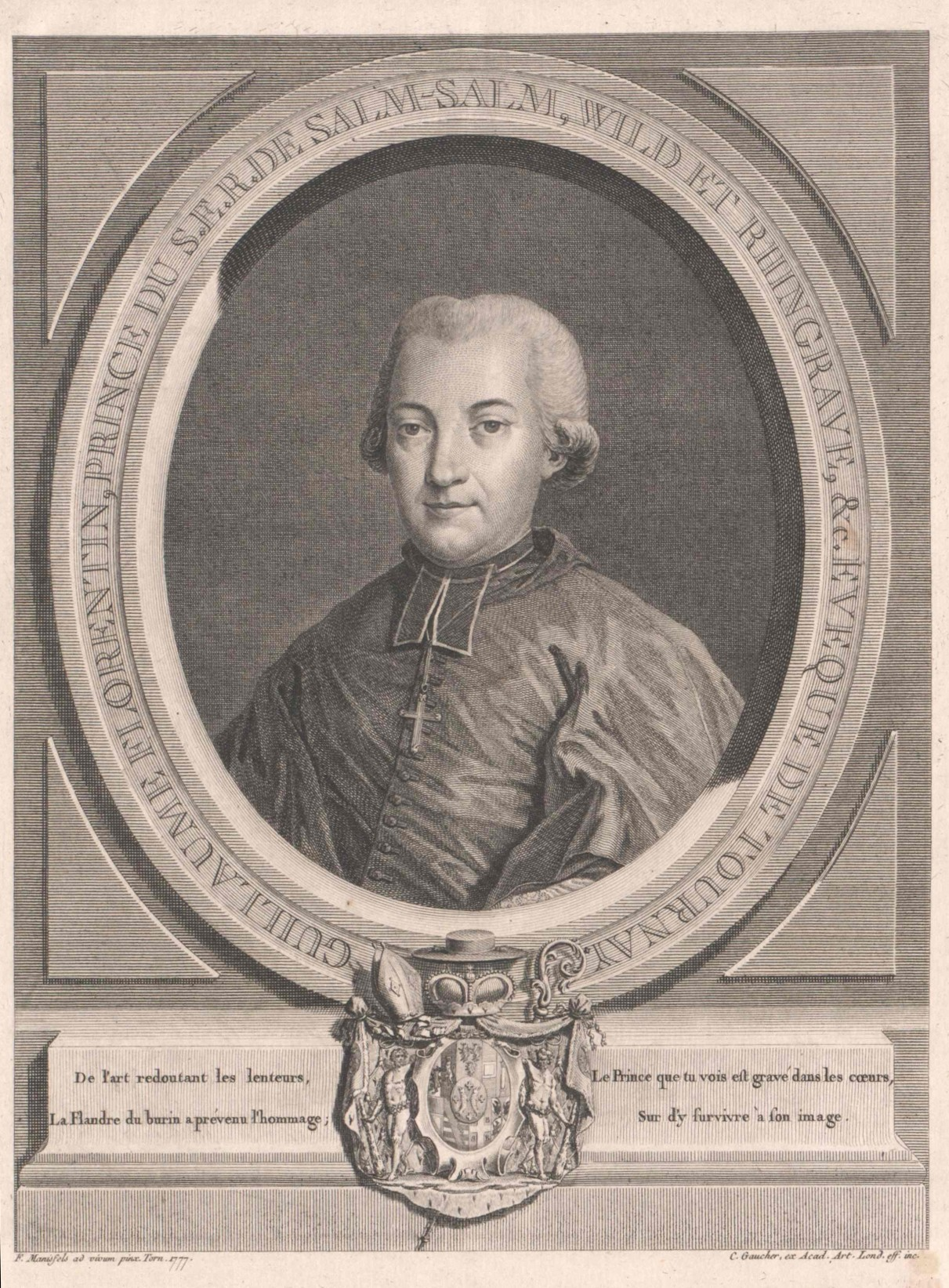
22.Vilém Florentin Salm-Salm (1793–1810)
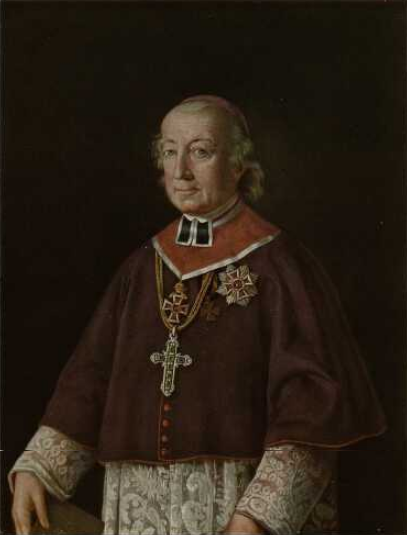
23.Václav Leopold Chlumčanský z Přestavlk a Chlumčan (1815–1830)
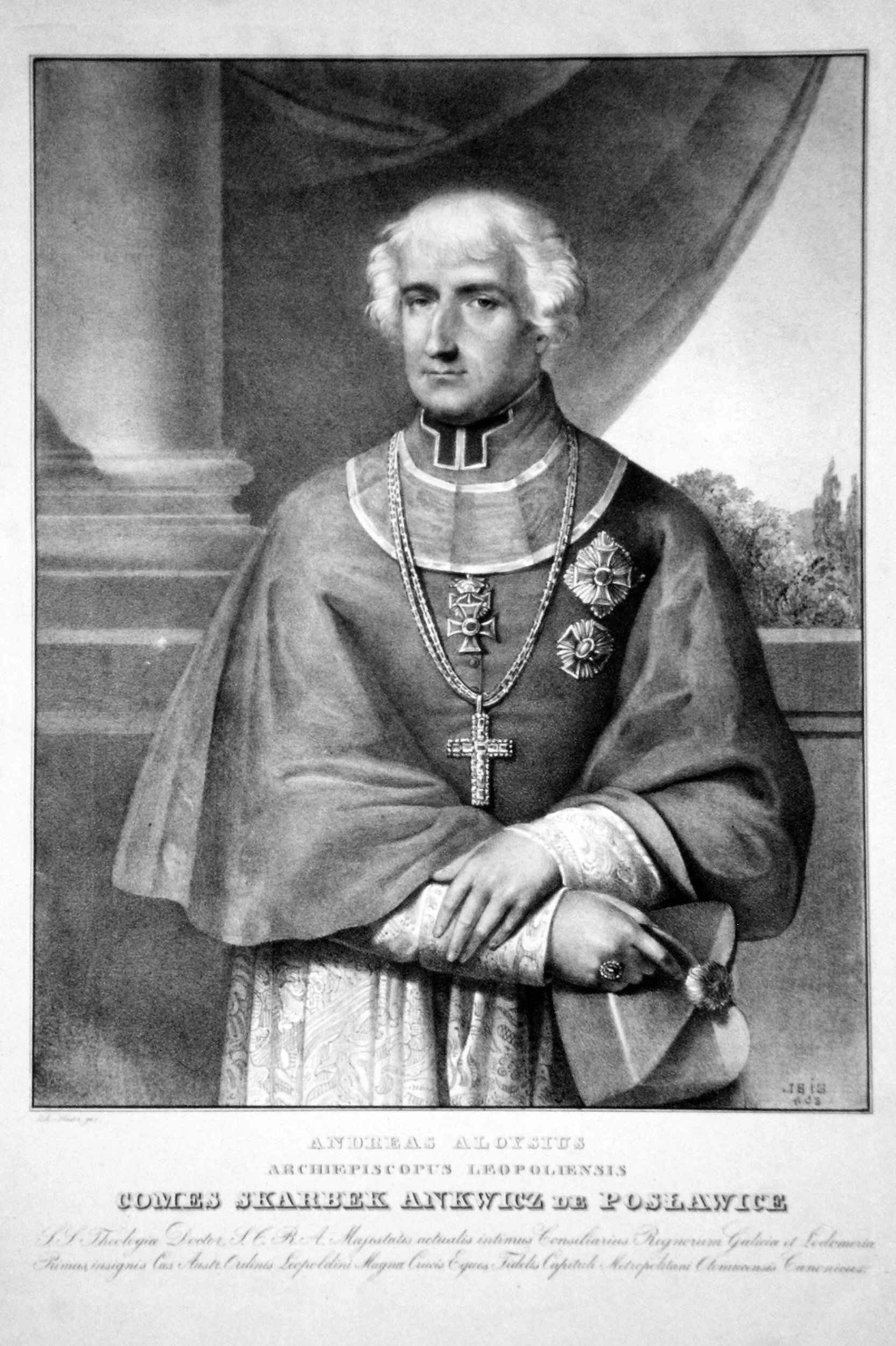
25.Ondřej Alois Ankwicz ze Skarbek-Poslawice(1834–1838)
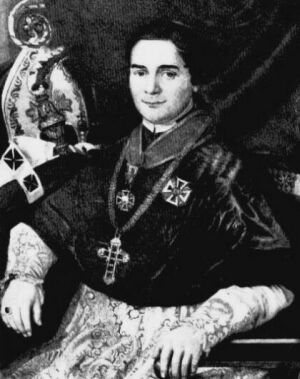
26.Alois Josef Schrenk(1838–1849)
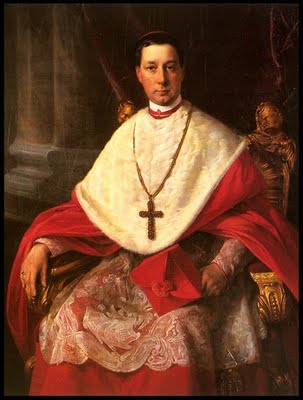
27.Bedřich Josef kardinál Schwarzenberg(1849–1885)
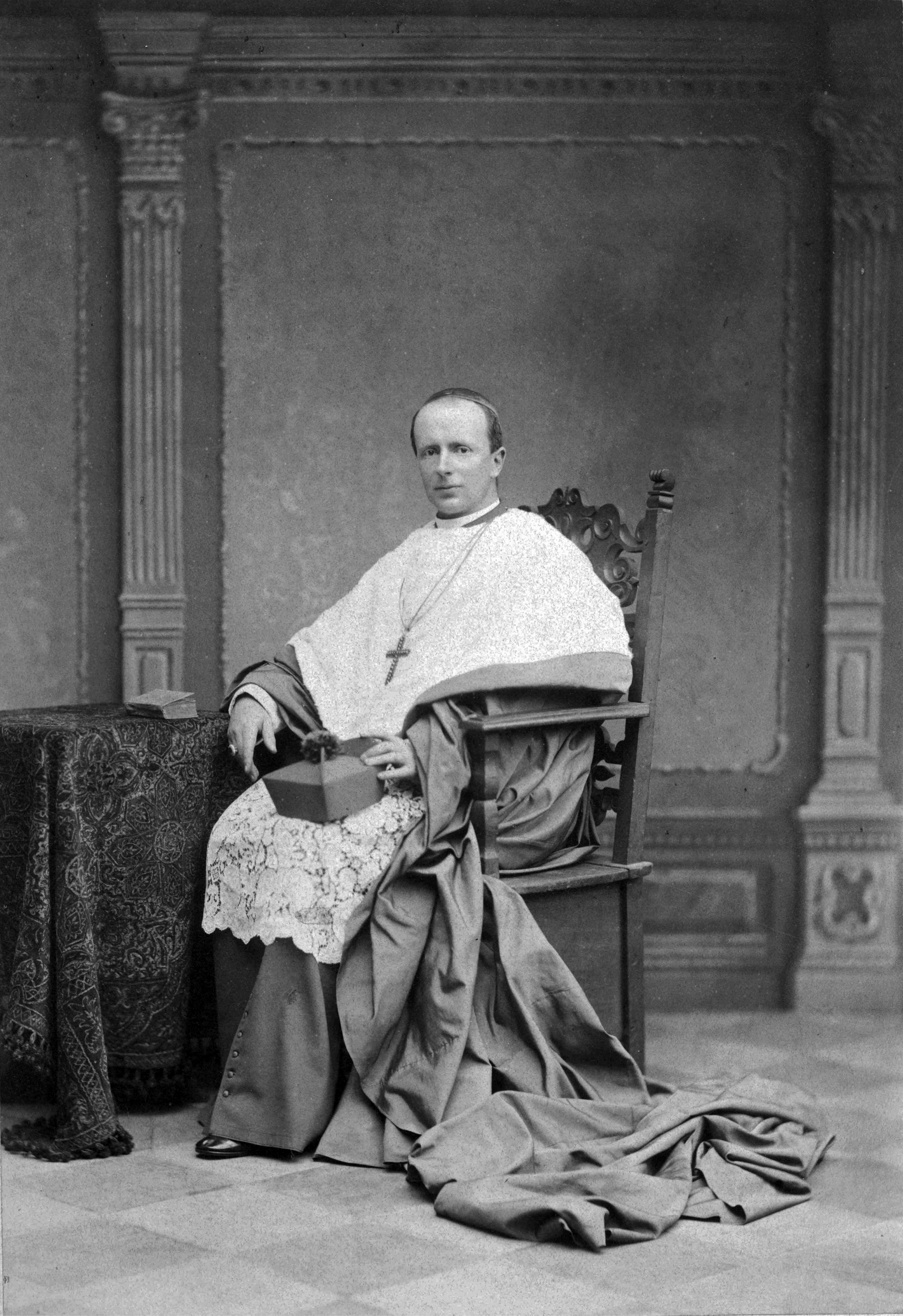
28.František kardinál Schönborn(1885–1899)
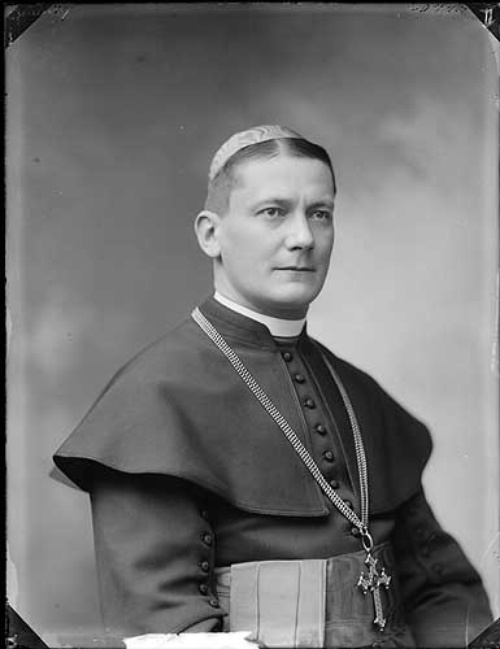
29.Lev kardinál Skrbenský z Hříště(1899–1916)
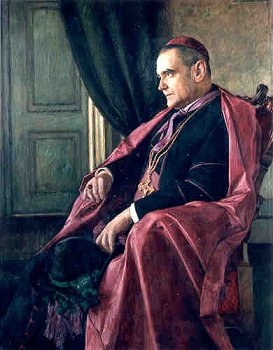
30.Pavel Huyn(1916–1919)
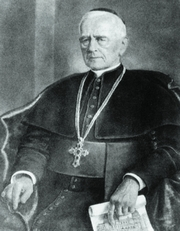
31.František Kordač(1919–1931)
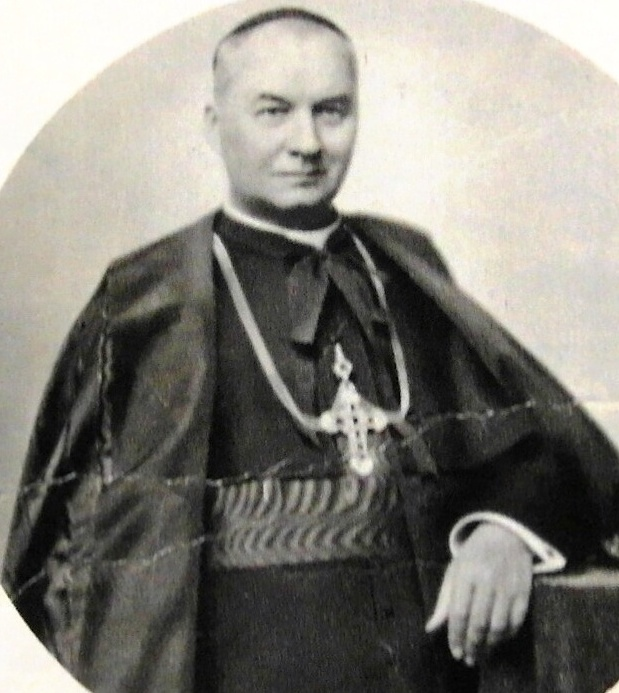
32.Karel kardinál Kašpar(1931–1941)
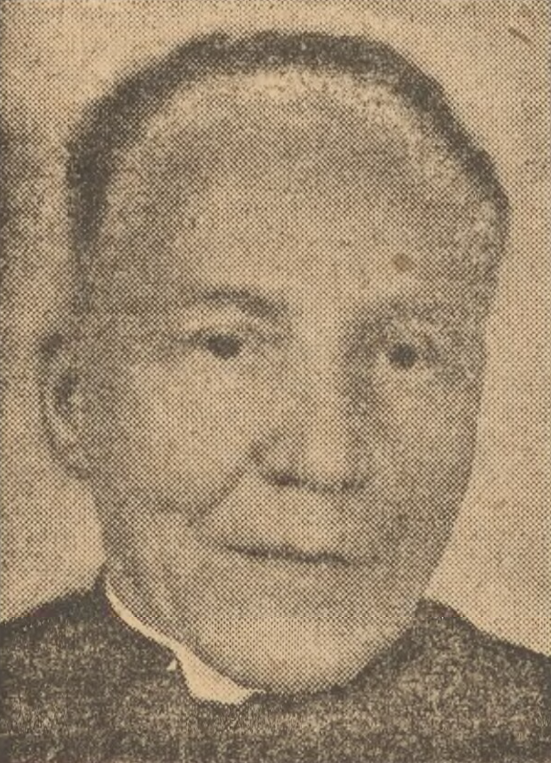
33.Josef kardinál Beran(1946–1969)
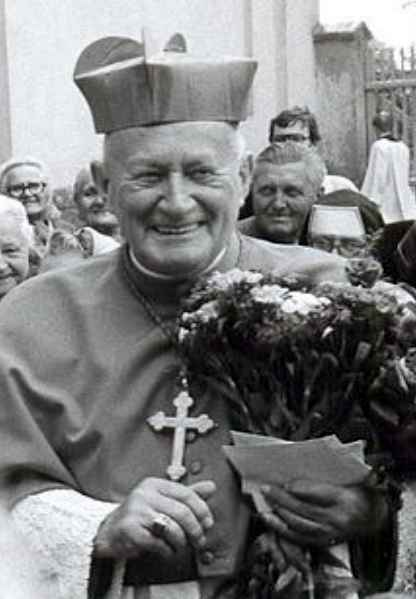
34.František kardinál Tomášek(1977–1991)
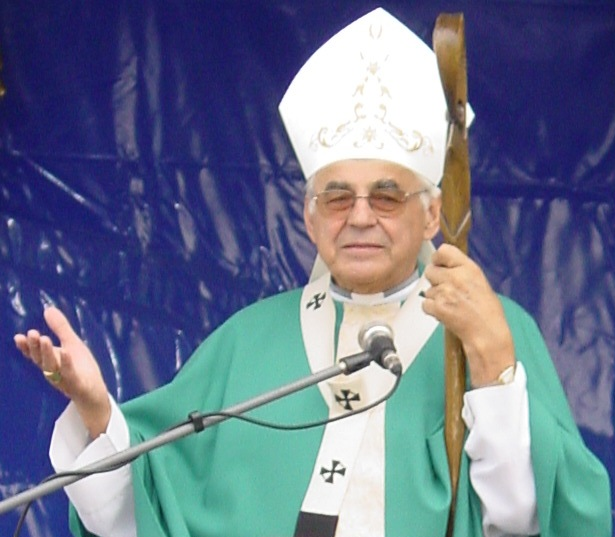
35.Miloslav kardinál Vlk(1991–2010)
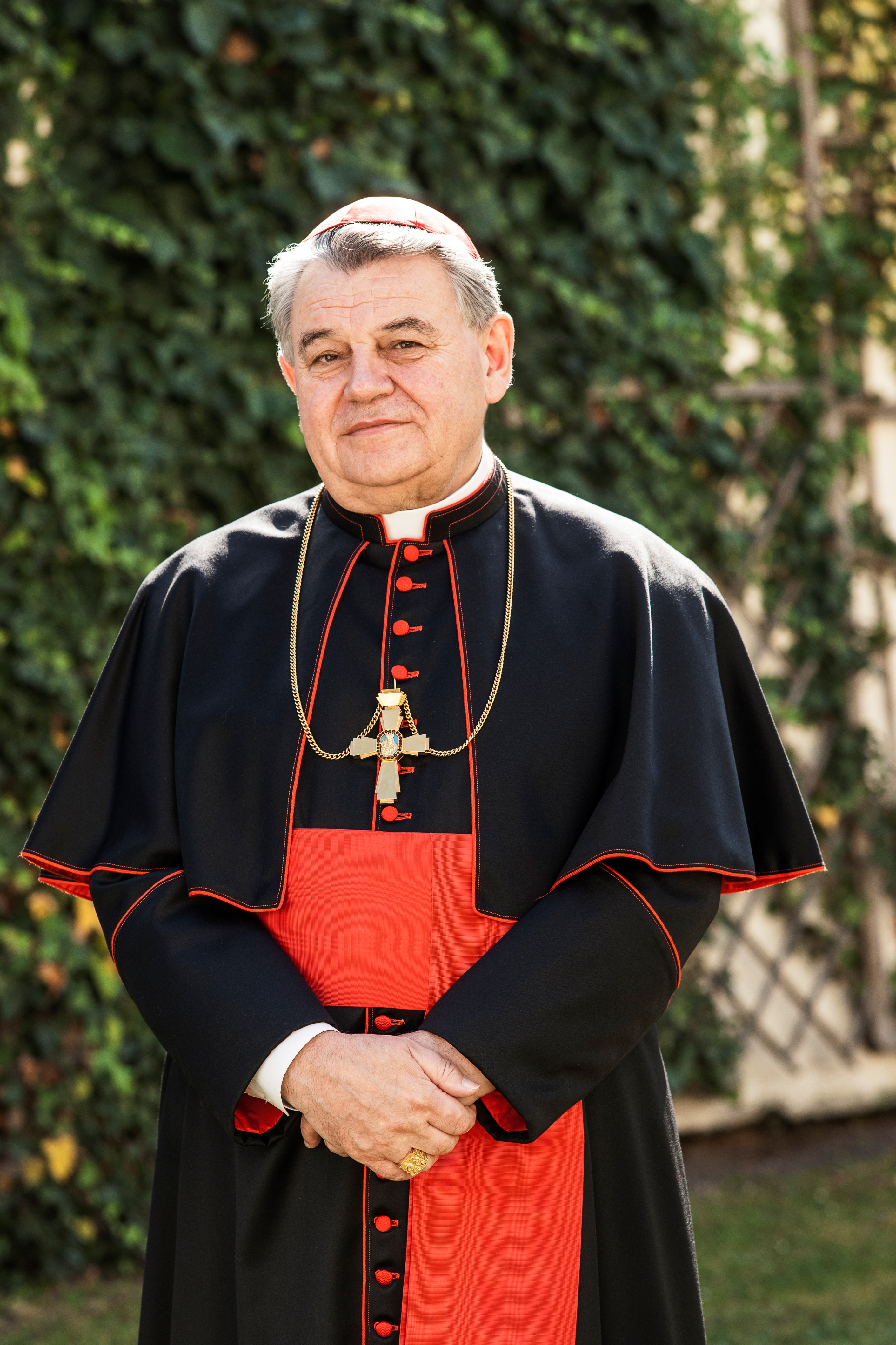
36.Dominik kardinál Duka(2010–2022)
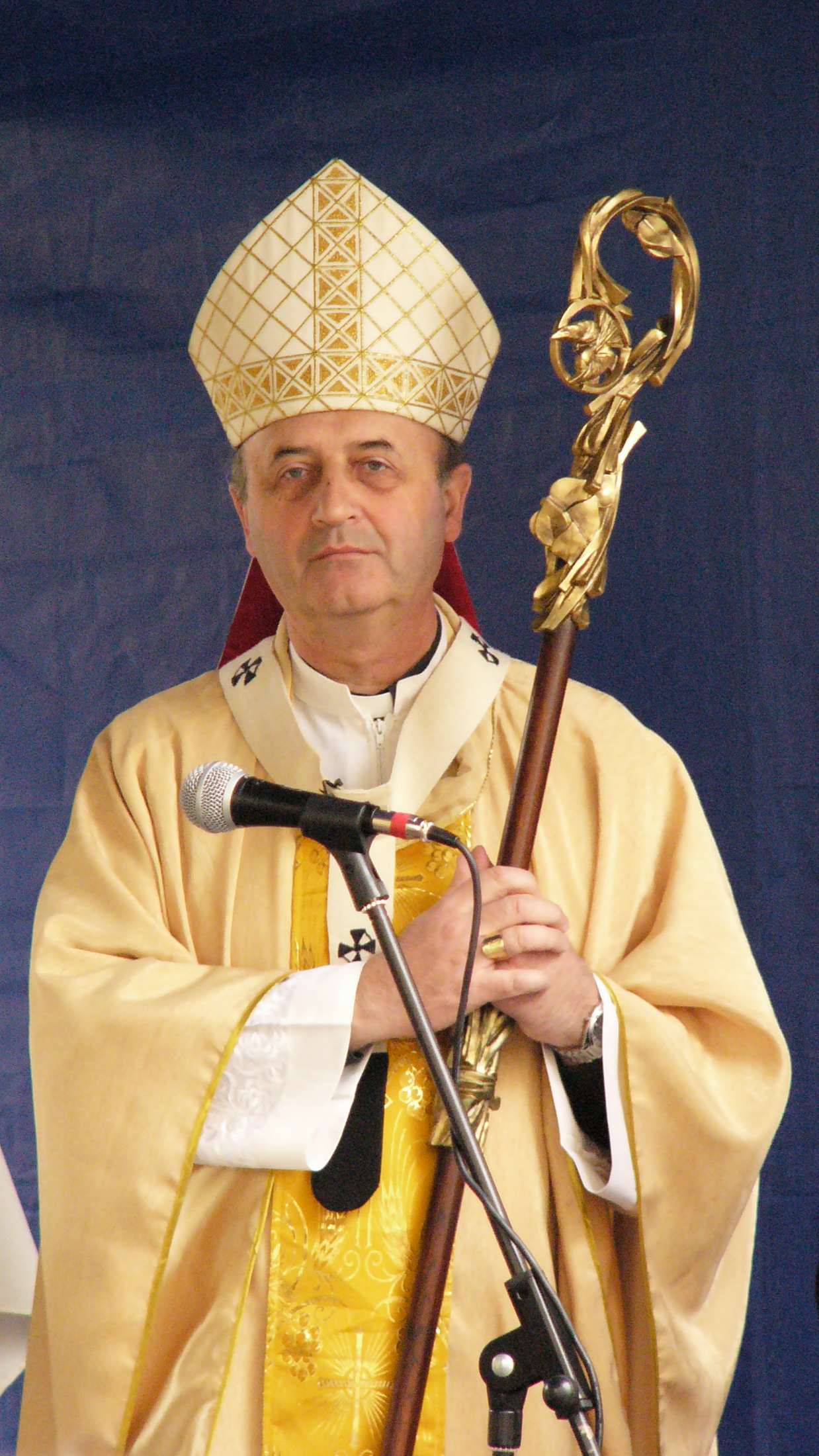
37.Jan Graubner(od 2022)

## Pomocní (světící) pražští biskupové
- Hynek Zajíc z Házmburka (cca 1380–1388)
- Václav Vojtěch (cca 1388–1415)
- Heřman (1414, suspendován 1417, 14. 11. 1420 zabit husity v jižních Čechách[2])
- Václav Franta (zemřel 1581)
- Jan Lohelius, 1604, od 1612 arcibiskup
- Šimon Brosius z Horštejna (1626–1642)
- Kryšpín Fuk z Hradiště, opat strahovský (1644–1653)
- Josef de Corti (1655–1664)
- Vít Daniel Nastoupil ze Šiftenberka (zemřel 1665)
- Martin František Kemlík (zemřel 1667)
- Jan z Varzotti
- Tomáš Pešina z Čechorodu (1674–1680)
- Antonín de Sotomayor (1675–1678)
- Jan Ignác Dlouhoveský (1679–1698)
- Jiří Ignác Pospíchal (1699, zemřel před vysvěcením)
- Vít Seipel, opat strahovský (1701–1711)
- Daniel Josef Mayer z Mayernu (1711–1732)
- Jan Rudolf Špork (1694–1759)
- Zdeněk Jiří Chřepický z Modliškovic († 1755)
- Antonín Václav Vokoun (1748–1757)
- Emanuel Arnošt Valdštejn (1756–1760, pak biskup litoměřický)
- Jan Ondřej Kayser z Kaysernu (1760–1775, pak biskup královéhradecký)
- Pavel Josef Seddeler (1775–1776†)
- František Xaver Tvrdý (1777–1779)
- Matouš Jan Schweiberer (1779–1781)
- Erasmus Dionýz Krieger (1781–1792)
- Václav Leopold Chlumčanský z Přestavlk a Chlumčan (1795–1802, pak biskup litoměřický a arcibiskup pražský)
- Jan Křtitel Rychlovský (1808–1811)
- František de Paula Pištěk (1824–1831, pak biskup tarnovský a arcibiskup lvovský)
- František Vilém Tippmann (1833–1857)
- František Petr Krejčí (1858–1870)
- Karel František Průcha (1871–1883)
- Karel Schwarz (1884–1891)
- Ferdinand Jan Nepomucký Kalous (1891–1907)
- Václav Antonín Frind 1901–1917
- František Borgia Krásl 1901–1907
- František Brusák 1908–1918
- Jan Nepomuk Sedlák, 1917–1930
- Georg Glosauer (1917–1926)
- Antonín Podlaha, 1920–1932
- Jan Remiger, 1929–1945
- František Zapletal, 1933–1935
- Antonín Eltschkner, 1933–1961
- Kajetán Matoušek, 1949–1992
- Jaroslav Škarvada, 1982–2002 pomocný biskup pražský s působností v zahraničí pro české emigranty, titulární biskup litomyšlský
- Antonín Liška, 1988–1991, redemptorista, 1991–2002 biskup českobudějovický
- Jan Lebeda, 1988–1991, předtím správce staroboleslavské kapituly
- František Radkovský, 1990–1993, poté biskup plzeňský
- František Lobkowicz, 1990–1996, premonstrát, poté biskup ostravsko-opavský
- Václav Malý, od roku 1996
- Jiří Paďour, 1996–2001, kapucín, 2001–2002 pomocný biskup českobudějovický, 2002–2014 biskup českobudějovický
- Karel Herbst, od roku 2002, salesián
- Zdenek Wasserbauer, jmenován 23. ledna 2018, biskupská konsekrace 19. května téhož roku[3]